# Leeman
Leeman – miasto w Australii, w stanie Australia Zachodnia, nad Oceanem Indyjskim.